# مربد (ذمار)
مربد هي إحدى قرى الجمهورية اليمنية. تتبع جغرافيا لمحافظة ذمار وإداريًا لمديرية الحداء. يبلغ تعداد سكانها 1037 نسمة حسب الإحصاء الذي أجري عام 2004.